# 1958年のバレーボール
1958年のバレーボール（1958ねんのバレーボール）では、1958年（昭和33年）のバレーボール関連の出来事をまとめる。

## できごと
- トルコバレーボール連盟が設立。
- クーネオバレーボールクラブが創設。
- チェコスロバキア・プラハにて、第5回バレーボール欧州選手権が開催。男子はチェコスロバキアが2連覇、女子はソビエト連邦が2大会ぶり4回目の優勝を飾った。
- ブラジル・ポルトアレグレにて、第3回バレーボール南米選手権が開催。男女ともブラジルが3連覇を飾った。
- 日本・東京にて、第3回アジア競技大会が開催。本大会より男子バレーボールが正式種目に採用され、6人制、9人制ともに日本が初優勝を飾った。

## 国際大会
- 欧州選手権
  - 男子
    - 金メダル： チェコスロバキア
    - 銀メダル： ルーマニア
    - 銅メダル： ソビエト連邦

  - 女子
    - 金メダル： ソビエト連邦
    - 銀メダル： チェコスロバキア
    - 銅メダル： ポーランド

- 南米選手権
  - 男子
    - 金メダル： ブラジル
    - 銀メダル： パラグアイ
    - 銅メダル： ウルグアイ

  - 女子
    - 金メダル： ブラジル
    - 銀メダル： ペルー
    - 銅メダル： ウルグアイ

- アジア競技大会
  - 男子6人制
    - 金メダル： 日本
    - 銀メダル： イラン
    - 銅メダル： インド

  - 男子9人制
    - 金メダル： 日本
    - 銀メダル： 韓国
    - 銅メダル： 中国

## 国内大会

### 日本
- 全日本総合選手権
  - 男子6人制
    - 決勝：八幡製鉄 2-1 早稲田大学

  - 女子6人制
    - 決勝：八幡製鉄 2-1 早稲田大学

  - 男子9人制
    - 決勝：八幡製鉄 2-0 日本鋼管

  - 女子9人制
    - 決勝：日紡貝塚 2-0 倉紡倉敷

- 第7回全日本都市対抗
  - 男子
    - 1位：住金小倉
    - 2位：松下電器
    - 3位：八幡製鉄、日本鋼管

  - 女子
    - 1位：日紡貝塚
    - 2位：中村クラブ
    - 3位：鐘紡東京、明治生命

## 誕生
- 1月22日 - 寺廻太
- 2月27日 - 森田貴美枝
- 7月29日 - 三屋裕子
- 12月28日 - ゾラン・ガイッチ